# Hammer (NWoBHM-Band)
Hammer ist eine englische New-Wave-of-British-Heavy-Metal- und Rock-Band aus Middlesbrough, die 1982 unter dem Namen Holland gegründet wurde, sich etwa 1987 auflöste und seit 2015 wieder aktiv ist.

## Geschichte
Die Band wurde Ende 1982 unter dem Namen Holland vom Black-Rose-Gitarristen Kenny Nicholson gegründet und entstand aus dem Zerfall verschiedener lokaler Bands. Ergänzt wurde die Besetzung durch den Schlagzeuger Marty Day (ex-Axis), den Gitarristen Bob Henman, den Bassisten Graeme Hutchinson und den Sänger Marty „Doggy“ Wilkinson. Daraufhin arbeitete die Band an ihren ersten Liedern und nahm ein Demo mit den Liedern Illusion, The Lowdown und Driving Me Crazy auf. Die Aufnahmen hatten im November 1982 in den Evergreen Studios in North Yorkshire stattgefunden. Da sie diese Lieder jedoch als nicht gut genug erachtete, wurde Ende 1983 ein weiteres Demo aufgenommen, das unter anderem die Songs Liar und Second Time Casualty enthält. Die Aufnahmen hierfür waren im Dezember 1983 in den Fairview Studios nahe Kingston upon Hull mit dem Produzenten Roy Neave abgehalten worden. Daraufhin wurden unter anderem Roadrunner Records und Ebony Records auf die Band aufmerksam. Die Band entschied sich für einen Plattenvertrag bei letzterem Label. Die Gruppe begab sich daraufhin ins labeleigene Studio, um ihr Debütalbum aufzunehmen. Nachdem die Aufnahmen im Frühling 1984 beendet worden waren, erschien es ein paar Monate später mit dem Titel Early Warning. Um den Tonträger zu bewerben, folgten verschiedene kleine Auftritte, unter anderem zusammen mit Magnum. Aufgrund guter Verkaufszahlen war Ebony Records an der Veröffentlichung eines weiteren Albums interessiert. Da es jedoch bereits eine gleichnamige kanadische (nach anderer Quelle US-amerikanische) Band gab, benannte sich die Gruppe in Hammer um.
Die Umbenennung fand etwa Anfang 1985 statt. Wilkinson hatte mittlerweile seinen Spitznamen von „Doggy“ in „The Dog“ umgeändert. Ebenfalls über Ebony Records erschien daraufhin im selben Jahr das Album Contract with Hell. Hierauf ist unter anderem das Lied Hard Hittin’ Woman enthalten, wovon die Gruppe bereits 1982 ein Demo eingespielt hatte. Anfang 1986 gab der Gitarrist Kenny Nicholson bekannt, mit der Band musikalisch in eine härtere Richtung gehen zu wollen, während Wilkinson eher chartfreundliche Musik spielen wollte. Dies führte zum Ausscheiden von Nicholson, der daraufhin Fast Kutz gründete. Als Ersatz wurde Arthur Fixter engagiert, mit dem über die folgenden Jahre weitere Demos aufgenommen wurden. Die Gruppe blieb während dieser Zeit weiterhin bei Ebony Records unter Vertrag, ein Album war zeitweise geplant, wurde jedoch nie veröffentlicht. Erst durch das Ausscheiden von Fixter und Hutchinson verlor Hammer schließlich auch den Plattenvertrag. Nach Hutchinsons Ausscheiden Mitte 1986 hatte die Band versucht ihn durch einen weiteren Bassisten zu ersetzen, jedoch kam es etwa ein Jahr später zur Auflösung.
2015 fand sich die Band wieder zusammen und spielte ihren ersten Auftritt im selben Jahr auf dem Brofest.

## Stil
Laut Malc Macmillan in The N.W.O.B.H.M. Encyclopedia kann man auf dem ersten Demo Einflüsse von Thin Lizzy und Diamond Head heraushören, während das zweite Demo kommerzieller klinge und Erinnerungen an Export, Terraplane und Wild Horses wachrufe. Auf dem Album Early Warning spiele die Band besonders melodische Musik der New Wave of British Heavy Metal und klinge durch Power Metal beeinflusst. Zudem rufe das Album Erinnerungen an Bands wie Bad Company, Ace Lane, After Dark und Raw Deal aus Leicestershire wach. Seit der Umbenennung zu Hammer habe sich die Musik auch klanglich etwas verändert, was vor allem durch den gelegentlichen Einsatz eines Keyboards bewirkt werde. Die Band habe versucht nun stärker ein Metal-Image anzunehmen. Textlich und auch songwriting-technisch habe sie sich weiterentwickelt. Nach dem Hinzukommen des Gitarristen Arthur Fixter habe sich die Gruppe mit jedem Demo in kommerziellere Gefilde bewegt. Auch Allmusic befand, dass die Band kurzzeitig der NWoBHM angehörte. Das erste Album habe unter schlechter Produktion gelitten, während das zweite beeindruckender sei. Martin Popoff schrieb in The Collector’s Guide of Heavy Metal, Volume 2: The Eighties über Early Warning, dass hierauf US-amerikanisch klingender Gesang zu hören ist, der grob an Glenn Hughes erinnere. Er fühlte sich an frühe Tokyo Blade erinnert, wobei die Musik auch Richtung Savage und Grim Reaper tendiere. Der Gesang auf Contract with Hell klinge immer noch gleich, jedoch klinge die Gruppe nun eher wie eine deutsche Metal-Band und etwas irisch. Neben NWoBHM könne man auch US-Stadium-Rock aus der Musik heraushören. E. Koschmider vom Metal Hammer schrieb in seiner Rezension zu Contract with Hell, dass die Lieder meist eher langsam gespielt werden. Das Eröffnungslied erinnere an Captain Nemo von der Michael Schenker Group. Auch die weiteren Lieder würden an traditionellen Hard Rock erinnern, mit gelegentlich eingesetzten Keyboards. Insgesamt spiele die Gruppe Musik, die da anknüpfe wo Y&T bei Black Tiger oder wo die Michael Schenker Group komplett aufgehört habe.

## Diskografie
als Holland
- 1982: Demo ’82 (Demo, Eigenveröffentlichung)
- 1983: Demo ’83 (Demo, Eigenveröffentlichung)
- 1984: Early Warning (Album, Ebony Records)

als Hammer
- 1985: Contract with Hell (Album, Ebony Records)